# Bursera trimera
Bursera trimera är en tvåhjärtbladig växtart som beskrevs av Arthur Allman Bullock. Bursera trimera ingår i släktet Bursera och familjen Burseraceae. Inga underarter finns listade i Catalogue of Life.